# Università della Costa Rica
L'Università della Costa Rica (spagnolo: Universidad de Costa Rica, abbreviato UCR) è un'università pubblica della Costa Rica, nell'America centrale. Il suo campus principale, Ciudad Universitaria Rodrigo Facio, si trova a San Pedro Montes de Oca, nella provincia di San José. È l'istituto di istruzione superiore più antico e più grande della Costa Rica, originariamente fondato come Universidad de Santo Tomás nel 1843. È anche l'università di ricerca più importante del Paese e dell'America Centrale ed è annoverata tra le università più prestigiose dell'America Latina come testimoniano le annuali classifiche universitarie. Circa 45.000 studenti frequentano l'UCR ogni anno.